# 东坝街道 (南京市)
东坝街道，原名东坝镇，是中华人民共和国江苏省南京市高淳区下辖的一个乡镇级行政单位。2019年1月16日撤镇设街道。

## 历史
洪武二十五年（1392年），为疏通治理胥河，石闸兴建于今东坝之处。石闸附近处则兴起集市，随后东坝在此建镇。因其地理位置，东坝一时成七省通衢，成为从江西，安徽等地运往太湖流域各类货物的中转地，并由此有了数百年的贸易大兴。

## 行政区划
东坝街道下辖以下地区：
东坝镇社区、东坝村、沛桥村、红松村、新中村、东风村、游子山村、傅家坛村、青山村、和睦涧村、下坝村、河南村和青枫村。